# Liste kleiner Gruppen
Die folgende Liste enthält eine Auswahl endlicher Gruppen kleiner Ordnung.
Diese Liste kann benutzt werden, um herauszufinden, zu welchen bekannten endlichen Gruppen eine Gruppe G isomorph ist. Als erstes bestimmt man die Ordnung von G und vergleicht sie mit den unten aufgelisteten Gruppen gleicher Ordnung. Ist bekannt, ob G abelsch (kommutativ) ist, so kann man einige Gruppen ausschließen. Anschließend vergleicht man die Ordnung einzelner Elemente von G mit den Elementen der aufgelisteten Gruppen, wodurch man G bis auf Isomorphie eindeutig bestimmen kann.

## Glossar
In der nachfolgenden Liste werden folgende Bezeichnungen verwendet:
- {\displaystyle \mathbb {Z} _{n}} ist die zyklische Gruppe der Ordnung {\displaystyle n} (die auch als {\displaystyle C_{n}} oder {\displaystyle \mathbb {Z} /n\mathbb {Z} } geschrieben wird).
- {\displaystyle D_{n}} ist die Diedergruppe der Ordnung {\displaystyle 2n}.
- {\displaystyle S_{n}} ist die symmetrische Gruppe vom Grad {\displaystyle n}, mit n! Permutationen von {\displaystyle n} Elementen.
- {\displaystyle A_{n}} ist die alternierende Gruppe vom Grad {\displaystyle n}, mit {\displaystyle n!/2} Permutationen von {\displaystyle n} Elementen für {\displaystyle n\geq 2}.
- {\displaystyle \mathrm {Dic} _{n}} ist die dizyklische Gruppe der Ordnung {\displaystyle 4n}.
- {\displaystyle V_{4}} ist die Klein’sche Vierergruppe der Ordnung {\displaystyle 4}.
- {\displaystyle Q_{4n}} ist die Quaternionengruppe der Ordnung {\displaystyle 4n} für {\displaystyle n\geq 2}.

Die Notation {\displaystyle G\times H} wird benutzt, um das direkte Produkt der Gruppen {\displaystyle G} und {\displaystyle H} zu bezeichnen. Es wird angemerkt, ob eine Gruppe abelsch oder einfach ist. (Für Gruppen der Ordnung {\displaystyle n<60} sind die einfachen Gruppen genau die zyklischen Gruppen {\displaystyle \mathbb {Z} _{n}}, mit {\displaystyle n} aus der Menge der Primzahlen.) In den Zykel-Graphen der Gruppen wird das neutrale Element durch einen ausgefüllten schwarzen Kreis dargestellt. Ordnung {\displaystyle 16} ist die kleinste Ordnung, für welche die Gruppenstruktur durch den Zykel-Graphen nicht eindeutig bestimmt ist: Die nichtabelsche modulare Gruppe und {\displaystyle \mathbb {Z} _{8}\times \mathbb {Z} _{2}} haben den gleichen Zykel-Graphen und den gleichen (modularen) Untergruppenverband, sind aber nicht isomorph.
Es ist zu beachten, dass {\displaystyle 3\cdot \mathbb {Z} _{2}} bedeutet, dass es 3 Untergruppen vom Typ {\displaystyle \mathbb {Z} _{2}} gibt (nicht die Nebenklasse von {\displaystyle \mathbb {Z} _{2}}).
Zu jeder Ordnung wird zunächst die zyklische Gruppe angegeben, dann folgen gegebenenfalls weitere abelsche Gruppen und dann gegebenenfalls nichtabelsche Gruppen:

## Liste aller Gruppen bis Ordnung 24
| Ordnung | Gruppe | Echte Untergruppen | Eigenschaften | Zykel-Graph |
| ------- | --- | --- | --- | ----------- |
| 1       | {\displaystyle \mathbb {Z} _{1}\cong S_{1}\cong A_{2}} (triviale Gruppe) | - | abelsch, zyklisch |             |
| 2       | {\displaystyle \mathbb {Z} _{2}\cong S_{2}\cong D_{1}} (Gruppe Z2) | - | abelsch, einfach, zyklisch, kleinste nichttriviale Gruppe                                                                          |             |
| 3       | {\displaystyle \mathbb {Z} _{3}\cong A_{3}} | - | abelsch, einfach, zyklisch |             |
| 4       | {\displaystyle \mathbb {Z} _{4}\cong \mathrm {Dic} _{1}} | {\displaystyle \mathbb {Z} _{2}} | abelsch, zyklisch |             |
| 4       | {\displaystyle V_{4}\cong \mathbb {Z} _{2}^{2}\cong D_{2}} (Kleinsche Vierergruppe) | {\displaystyle 3\cdot \mathbb {Z} _{2}} | abelsch, die kleinste nichtzyklische Gruppe                                                                                        |             |
| 5       | {\displaystyle \mathbb {Z} _{5}} | - | abelsch, einfach, zyklisch |             |
| 6       | {\displaystyle \mathbb {Z} _{6}\cong \mathbb {Z} _{2}\times \mathbb {Z} _{3}} | {\displaystyle \mathbb {Z} _{3}}, {\displaystyle \mathbb {Z} _{2}} | abelsch, zyklisch |             |
| 6       | {\displaystyle S_{3}\cong D_{3}} (Symmetrische Gruppe) | {\displaystyle \mathbb {Z} _{3}}, {\displaystyle 3\cdot \mathbb {Z} _{2}} | kleinste nichtabelsche Gruppe |             |
| 7       | {\displaystyle \mathbb {Z} _{7}} | - | abelsch, einfach, zyklisch |             |
| 8       | {\displaystyle \mathbb {Z} _{8}} | {\displaystyle \mathbb {Z} _{4}}, {\displaystyle \mathbb {Z} _{2}} | abelsch, zyklisch |             |
| 8       | {\displaystyle \mathbb {Z} _{2}\times \mathbb {Z} _{4}} | {\displaystyle 2\cdot \mathbb {Z} _{4}}, {\displaystyle 3\cdot \mathbb {Z} _{2}}, {\displaystyle D_{2}} | abelsch |             |
| 8       | {\displaystyle \mathbb {Z} _{2}^{3}\cong D_{2}\times \mathbb {Z} _{2}} | {\displaystyle 7\cdot \mathbb {Z} _{2}}, {\displaystyle 7\cdot D_{2}} | abelsch |             |
| 8       | {\displaystyle D_{4}} | {\displaystyle \mathbb {Z} _{4}}, {\displaystyle 2\cdot D_{2}}, {\displaystyle 5\cdot \mathbb {Z} _{2}} | nichtabelsch |             |
| 8       | {\displaystyle Q_{8}\cong \mathrm {Dic} _{2}} (Quaternionengruppe) | {\displaystyle 3\cdot \mathbb {Z} _{4}}, {\displaystyle \mathbb {Z} _{2}} | nichtabelsch; die kleinste hamiltonsche Gruppe                                                                                     |             |
| 9       | {\displaystyle \mathbb {Z} _{9}} | {\displaystyle \mathbb {Z} _{3}} | abelsch, zyklisch |             |
| 9       | {\displaystyle \mathbb {Z} _{3}^{2}} | {\displaystyle 4\cdot \mathbb {Z} _{3}} | abelsch |             |
| 10      | {\displaystyle \mathbb {Z} _{10}\cong \mathbb {Z} _{2}\times \mathbb {Z} _{5}} | {\displaystyle \mathbb {Z} _{5}}, {\displaystyle \mathbb {Z} _{2}} | abelsch, zyklisch |             |
| 10      | {\displaystyle D_{5}} | {\displaystyle \mathbb {Z} _{5}}, {\displaystyle 5\cdot \mathbb {Z} _{2}} | nichtabelsch |             |
| 11      | {\displaystyle \mathbb {Z} _{11}} | - | abelsch, einfach, zyklisch |             |
| 12      | {\displaystyle \mathbb {Z} _{12}\cong \mathbb {Z} _{4}\times \mathbb {Z} _{3}} | {\displaystyle \mathbb {Z} _{6}}, {\displaystyle \mathbb {Z} _{4}}, {\displaystyle \mathbb {Z} _{3}}, {\displaystyle \mathbb {Z} _{2}} | abelsch, zyklisch |             |
| 12      | {\displaystyle \mathbb {Z} _{2}\times \mathbb {Z} _{6}\cong \mathbb {Z} _{2}^{2}\times \mathbb {Z} _{3}\cong D_{2}\times \mathbb {Z} _{3}}                                                | {\displaystyle 3\cdot \mathbb {Z} _{6}}, {\displaystyle \mathbb {Z} _{3}}, {\displaystyle D_{2}}, {\displaystyle 3\cdot \mathbb {Z} _{2}} | abelsch |             |
| 12      | {\displaystyle D_{6}\cong D_{3}\times \mathbb {Z} _{2}} | {\displaystyle \mathbb {Z} _{6}}, {\displaystyle 2\cdot D_{3}}, {\displaystyle 3\cdot D_{2}}, {\displaystyle \mathbb {Z} _{3}}, {\displaystyle 7\cdot \mathbb {Z} _{2}} | nichtabelsch |             |
| 12      | {\displaystyle A_{4}} (Gruppe A4) | {\displaystyle D_{2}}, {\displaystyle 4\cdot \mathbb {Z} _{3}}, {\displaystyle 3\cdot \mathbb {Z} _{2}} | nichtabelsch; kleinste Gruppe, die zeigt, dass die Umkehrung des Satzes von Lagrange nicht stimmt: keine Untergruppe der Ordnung 6 |             |
| 12      | {\displaystyle \mathrm {Dic} _{3}} (hier Verknüpfungstafel) | {\displaystyle \mathbb {Z} _{6}}, {\displaystyle 3\cdot \mathbb {Z} _{4}}, {\displaystyle \mathbb {Z} _{3}}, {\displaystyle \mathbb {Z} _{2}} | nichtabelsch |             |
| 13      | {\displaystyle \mathbb {Z} _{13}} | - | abelsch, einfach, zyklisch |             |
| 14      | {\displaystyle \mathbb {Z} _{14}\cong \mathbb {Z} _{2}\times \mathbb {Z} _{7}} | {\displaystyle \mathbb {Z} _{7}}, {\displaystyle \mathbb {Z} _{2}} | abelsch, zyklisch |             |
| 14      | {\displaystyle D_{7}} | {\displaystyle \mathbb {Z} _{7}}, {\displaystyle 7\cdot \mathbb {Z} _{2}} | nichtabelsch |             |
| 15      | {\displaystyle \mathbb {Z} _{15}\cong \mathbb {Z} _{3}\times \mathbb {Z} _{5}} | {\displaystyle \mathbb {Z} _{5}}, {\displaystyle \mathbb {Z} _{3}} | abelsch, zyklisch (siehe „Jede Gruppe der Ordnung 15 ist zyklisch.“)                                                               |             |
| 16      | {\displaystyle \mathbb {Z} _{16}} | {\displaystyle \mathbb {Z} _{8}}, {\displaystyle \mathbb {Z} _{4}}, {\displaystyle \mathbb {Z} _{2}} | abelsch, zyklisch |             |
| 16      | {\displaystyle \mathbb {Z} _{2}^{4}} | {\displaystyle 15\cdot \mathbb {Z} _{2}}, {\displaystyle 35\cdot D_{2}}, {\displaystyle 15\cdot \mathbb {Z} _{2}^{3}} | abelsch |             |
| 16      | {\displaystyle \mathbb {Z} _{4}\times \mathbb {Z} _{2}^{2}} | {\displaystyle 7\cdot \mathbb {Z} _{2}}, {\displaystyle 4\cdot \mathbb {Z} _{4}}, {\displaystyle 7\cdot D_{2}}, {\displaystyle \mathbb {Z} _{2}^{3}}, {\displaystyle 6\cdot \mathbb {Z} _{4}\times \mathbb {Z} _{2}} | abelsch |             |
| 16      | {\displaystyle \mathbb {Z} _{8}\times \mathbb {Z} _{2}} | {\displaystyle 3\cdot \mathbb {Z} _{2}}, {\displaystyle 2\cdot \mathbb {Z} _{4}}, {\displaystyle D_{2}}, {\displaystyle 2\cdot \mathbb {Z} _{8}}, {\displaystyle \mathbb {Z} _{4}\times \mathbb {Z} _{2}} | abelsch |             |
| 16      | {\displaystyle \mathbb {Z} _{4}^{2}} | {\displaystyle 3\cdot \mathbb {Z} _{2}}, {\displaystyle 6\cdot \mathbb {Z} _{4}}, {\displaystyle D_{2}},{\displaystyle 3\cdot \mathbb {Z} _{4}\times \mathbb {Z} _{2}} | abelsch |             |
| 16      | {\displaystyle D_{8}} | {\displaystyle \mathbb {Z} _{8}}, {\displaystyle 2\cdot D_{4}}, {\displaystyle 4\cdot D_{2}}, {\displaystyle \mathbb {Z} _{4}}, {\displaystyle 9\cdot \mathbb {Z} _{2}} | nichtabelsch |             |
| 16      | {\displaystyle D_{4}\times \mathbb {Z} _{2}} | {\displaystyle 4\cdot D_{4}}, {\displaystyle \mathbb {Z} _{4}\times \mathbb {Z} _{2}}, {\displaystyle 2\cdot \mathbb {Z} _{2}^{3}}, {\displaystyle 13\cdot \mathbb {Z} _{2}^{2}}, {\displaystyle 2\cdot \mathbb {Z} _{4}}, {\displaystyle 11\cdot \mathbb {Z} _{2}}                                                                                                | nichtabelsch |             |
| 16      | {\displaystyle Q_{16}\cong \mathrm {Dic_{4}} } | {\displaystyle \mathbb {Z} _{8}}, {\displaystyle 2\cdot Q_{8}}, {\displaystyle 5\cdot \mathbb {Z} _{4}}, {\displaystyle \mathbb {Z} _{2}} | nichtabelsch |             |
| 16      | {\displaystyle Q_{8}\times \mathbb {Z} _{2}} | {\displaystyle 3\cdot \mathbb {Z} _{2}\times \mathbb {Z} _{4}}, {\displaystyle 4\cdot Q_{8}}, {\displaystyle 6\cdot \mathbb {Z} _{4}}, {\displaystyle \mathbb {Z} _{2}\times \mathbb {Z} _{2}}, {\displaystyle 3\cdot \mathbb {Z} _{2}} | nichtabelsch, hamiltonsche Gruppe                                                                                                  |             |
| 16      | Quasi-Diedergruppe | {\displaystyle \mathbb {Z} _{8}}, {\displaystyle Q_{8}}, {\displaystyle D_{4}}, {\displaystyle 3\cdot \mathbb {Z} _{4}}, {\displaystyle 2\cdot \mathbb {Z} _{2}\times \mathbb {Z} _{2}}, {\displaystyle 5\cdot \mathbb {Z} _{2}} | nichtabelsch |             |
| 16      | Nichtabelsche nicht-hamiltonsche modulare Gruppe | {\displaystyle 2\cdot \mathbb {Z} _{8}}, {\displaystyle \mathbb {Z} _{4}\times \mathbb {Z} _{2}}, {\displaystyle 2\cdot \mathbb {Z} _{4}}, {\displaystyle \mathbb {Z} _{2}\times \mathbb {Z} _{2}}, {\displaystyle 3\cdot \mathbb {Z} _{2}} | nichtabelsch |             |
| 16      | Semidirektes Produkt {\displaystyle \mathbb {Z} _{4}\rtimes \mathbb {Z} _{4}} (siehe hier)                                                                                                | {\displaystyle 3\cdot \mathbb {Z} _{2}\times \mathbb {Z} _{4}}, {\displaystyle 6\cdot \mathbb {Z} _{4}}, {\displaystyle \mathbb {Z} _{2}\times \mathbb {Z} _{2}}, {\displaystyle 3\cdot \mathbb {Z} _{2}} | nichtabelsch |             |
| 16      | Die durch Pauli-Matrizen erzeugte Gruppe. | {\displaystyle 3\cdot \mathbb {Z} _{2}\times \mathbb {Z} _{4}}, {\displaystyle 3\cdot D_{4}}, {\displaystyle Q_{8}}, {\displaystyle 4\cdot \mathbb {Z} _{4}}, {\displaystyle 3\cdot \mathbb {Z} _{2}\times \mathbb {Z} _{2}}, {\displaystyle 7\cdot \mathbb {Z} _{2}}                                                                                              | nichtabelsch |             |
| 16      | {\displaystyle G_{4,4}=V_{4}\rtimes \mathbb {Z} _{4}} | {\displaystyle 2\cdot \mathbb {Z} _{2}\times \mathbb {Z} _{4}}, {\displaystyle \mathbb {Z} _{2}\times \mathbb {Z} _{2}\times \mathbb {Z} _{2}}, {\displaystyle 4\cdot \mathbb {Z} _{4}}, {\displaystyle 7\cdot \mathbb {Z} _{2}\times \mathbb {Z} _{2}}, {\displaystyle 7\cdot \mathbb {Z} _{2}}                                                                   | nichtabelsch |             |
| 17      | {\displaystyle \mathbb {Z} _{17}} | - | abelsch, einfach, zyklisch |             |
| 18      | {\displaystyle \mathbb {Z} _{18}\cong \mathbb {Z} _{9}\times \mathbb {Z} _{2}} | {\displaystyle \mathbb {Z} _{9},} {\displaystyle \mathbb {Z} _{6},} {\displaystyle \mathbb {Z} _{3},} {\displaystyle \mathbb {Z} _{2}} | abelsch, zyklisch |             |
| 18      | {\displaystyle \mathbb {Z} _{6}\times \mathbb {Z} _{3}} | {\displaystyle \mathbb {Z} _{3}^{2},} {\displaystyle 4\cdot \mathbb {Z} _{6},} {\displaystyle 4\cdot \mathbb {Z} _{3},} {\displaystyle \mathbb {Z} _{2}} | abelsch |             |
| 18      | {\displaystyle D_{9}} | {\displaystyle \mathbb {Z} _{9},} {\displaystyle 3\cdot D_{3},} {\displaystyle \mathbb {Z} _{3},} {\displaystyle 9\cdot \mathbb {Z} _{2}} | nichtabelsch |             |
| 18      | {\displaystyle S_{3}\times \mathbb {Z} _{3}} | {\displaystyle \mathbb {Z} _{3}^{2},} {\displaystyle D_{3},} {\displaystyle 3\cdot \mathbb {Z} _{6},} {\displaystyle 4\cdot \mathbb {Z} _{3},} {\displaystyle 3\cdot \mathbb {Z} _{2}} | nichtabelsch |             |
| 18      | {\displaystyle (\mathbb {Z} _{3}\times \mathbb {Z} _{3})\rtimes _{\alpha }\mathbb {Z} _{2}} mit {\displaystyle \alpha (1)={\begin{pmatrix}2&0\\0&2\end{pmatrix}}}                         | {\displaystyle \mathbb {Z} _{3}^{2},} {\displaystyle 12\cdot D_{3},} {\displaystyle 4\cdot \mathbb {Z} _{3},} {\displaystyle 9\cdot \mathbb {Z} _{2}} | nichtabelsch |             |
| 19      | {\displaystyle \mathbb {Z} _{19}} | - | abelsch, einfach, zyklisch |             |
| 20      | {\displaystyle \mathbb {Z} _{20}\cong \mathbb {Z} _{5}\times \mathbb {Z} _{4}} | {\displaystyle \mathbb {Z} _{10},} {\displaystyle \mathbb {Z} _{5},} {\displaystyle \mathbb {Z} _{4},} {\displaystyle \mathbb {Z} _{2}} | abelsch, zyklisch |             |
| 20      | {\displaystyle \mathbb {Z} _{10}\times \mathbb {Z} _{2}\cong \mathbb {Z} _{5}\times \mathbb {Z} _{2}\times \mathbb {Z} _{2}}                                                              | {\displaystyle 3\cdot \mathbb {Z} _{10},} {\displaystyle \mathbb {Z} _{5},} {\displaystyle D_{2},} {\displaystyle 3\cdot \mathbb {Z} _{2}} | abelsch |             |
| 20      | {\displaystyle Q_{20}\cong \mathrm {Dic} _{5}} | {\displaystyle \mathbb {Z} _{10},} {\displaystyle \mathbb {Z} _{5},} {\displaystyle 5\cdot \mathbb {Z} _{4},} {\displaystyle \mathbb {Z} _{2}} | nichtabelsch |             |
| 20      | {\displaystyle \mathbb {Z} _{5}\rtimes \mathbb {Z} _{4}\cong } AGL1(5) | {\displaystyle D_{5},} {\displaystyle \mathbb {Z} _{5},} {\displaystyle 5\cdot \mathbb {Z} _{4},} {\displaystyle 5\cdot \mathbb {Z} _{2}} | nichtabelsch |             |
| 20      | {\displaystyle D_{10}\cong D_{5}\times \mathbb {Z} _{2}} | {\displaystyle \mathbb {Z} _{10},} {\displaystyle D_{5},} {\displaystyle \mathbb {Z} _{5},} {\displaystyle 5\cdot V_{4},} {\displaystyle 11\cdot \mathbb {Z} _{2}} | nichtabelsch |             |
| 21      | {\displaystyle \mathbb {Z} _{21}\cong \mathbb {Z} _{7}\times \mathbb {Z} _{3}} | {\displaystyle \mathbb {Z} _{7},} {\displaystyle \mathbb {Z} _{3}} | abelsch, zyklisch |             |
| 21      | {\displaystyle \mathbb {Z} _{7}\rtimes \mathbb {Z} _{3}} | {\displaystyle \mathbb {Z} _{7},} {\displaystyle 7\cdot \mathbb {Z} _{3}} | nichtabelsch |             |
| 22      | {\displaystyle \mathbb {Z} _{22}\cong \mathbb {Z} _{11}\times \mathbb {Z} _{2}} | {\displaystyle \mathbb {Z} _{11},} {\displaystyle \mathbb {Z} _{2}} | abelsch, zyklisch |             |
| 22      | {\displaystyle D_{11}} | {\displaystyle \mathbb {Z} _{11},} {\displaystyle 11\cdot \mathbb {Z} _{2}} | nichtabelsch |             |
| 23      | {\displaystyle \mathbb {Z} _{23}} | - | abelsch, einfach, zyklisch |             |
| 24      | {\displaystyle \mathbb {Z} _{24}\cong \mathbb {Z} _{8}\times \mathbb {Z} _{3}} | {\displaystyle \mathbb {Z} _{12},} {\displaystyle \mathbb {Z} _{8},} {\displaystyle \mathbb {Z} _{6},} {\displaystyle \mathbb {Z} _{4},} {\displaystyle \mathbb {Z} _{3},} {\displaystyle \mathbb {Z} _{2}} | abelsch, zyklisch |             |
| 24      | {\displaystyle \mathbb {Z} _{12}\times \mathbb {Z} _{2}\cong \mathbb {Z} _{6}\times \mathbb {Z} _{4}\cong }{\displaystyle \mathbb {Z} _{4}\times \mathbb {Z} _{3}\times \mathbb {Z} _{2}} | {\displaystyle \mathbb {Z} _{12},} {\displaystyle \mathbb {Z} _{6},} {\displaystyle \mathbb {Z} _{4},} {\displaystyle \mathbb {Z} _{3},} {\displaystyle \mathbb {Z} _{2}} | abelsch |             |
| 24      | {\displaystyle \mathbb {Z} _{6}\times D_{2}\cong \mathbb {Z} _{3}\times \mathbb {Z} _{2}^{3}}                                                                                             | {\displaystyle \mathbb {Z} _{6},} {\displaystyle \mathbb {Z} _{3},} {\displaystyle \mathbb {Z} _{2}} | abelsch |             |
| 24      | {\displaystyle \mathbb {Z} _{3}\rtimes \mathbb {Z} _{8}} | {\displaystyle \mathbb {Z} _{12},} {\displaystyle 3\cdot \mathbb {Z} _{8},} {\displaystyle \mathbb {Z} _{6},} {\displaystyle \mathbb {Z} _{4},} {\displaystyle \mathbb {Z} _{3},} {\displaystyle \mathbb {Z} _{2}} | nichtabelsch |             |
| 24      | SL(2,3){\displaystyle \cong Q_{8}\rtimes \mathbb {Z} _{3}} | {\displaystyle Q_{8},} {\displaystyle 4\cdot \mathbb {Z} _{6},} {\displaystyle 3\cdot \mathbb {Z} _{4},} {\displaystyle 4\cdot \mathbb {Z} _{3},} {\displaystyle \mathbb {Z} _{2}} | nichtabelsch |             |
| 24      | {\displaystyle Q_{24}\cong \mathbb {Z} _{3}\times Q_{8}} | {\displaystyle \mathbb {Z} _{12},} {\displaystyle 2\cdot Q_{12},} {\displaystyle 3\cdot Q_{8},} {\displaystyle \mathbb {Z} _{6},} {\displaystyle 7\cdot \mathbb {Z} _{4},} {\displaystyle \mathbb {Z} _{3},} {\displaystyle \mathbb {Z} _{2}} | nichtabelsch |             |
| 24      | {\displaystyle D_{3}\times \mathbb {Z} _{4}\cong S_{3}\times \mathbb {Z} _{4}} | {\displaystyle \mathbb {Z} _{12},} {\displaystyle Q_{12},} {\displaystyle D_{6},} {\displaystyle 3\cdot \mathbb {Z} _{4}\times \mathbb {Z} _{2},} {\displaystyle \mathbb {Z} _{6},} {\displaystyle 2\cdot D_{3},} {\displaystyle 4\cdot \mathbb {Z} _{4},} {\displaystyle 3\cdot D_{2},} {\displaystyle \mathbb {Z} _{3},} {\displaystyle 7\cdot \mathbb {Z} _{2}} | nichtabelsch |             |
| 24      | {\displaystyle D_{12}} | {\displaystyle \mathbb {Z} _{12},} {\displaystyle 2\cdot D_{6},} {\displaystyle 3\cdot D_{4},} {\displaystyle \mathbb {Z} _{6},} {\displaystyle 4\cdot D_{3},} {\displaystyle \mathbb {Z} _{4},} {\displaystyle 6\cdot D_{2},} {\displaystyle \mathbb {Z} _{3},} {\displaystyle 13\cdot \mathbb {Z} _{2}}                                                          | nichtabelsch |             |
| 24      | {\displaystyle Q_{12}\times \mathbb {Z} _{2}\cong (\mathbb {Z} _{3}\rtimes \mathbb {Z} _{4})\times \mathbb {Z} _{2}}                                                                      | {\displaystyle \mathbb {Z} _{6}\times \mathbb {Z} _{2},} {\displaystyle 2\cdot Q_{12},} {\displaystyle 3\cdot \mathbb {Z} _{4}\times \mathbb {Z} _{2},} {\displaystyle 3\cdot \mathbb {Z} _{6},} {\displaystyle 6\cdot \mathbb {Z} _{4},} {\displaystyle D_{2},} {\displaystyle \mathbb {Z} _{3},} {\displaystyle 3\cdot \mathbb {Z} _{2}}                         | nichtabelsch |             |
| 24      | {\displaystyle (\mathbb {Z} _{6}\times \mathbb {Z} _{2})\rtimes \mathbb {Z} _{2}\cong \mathbb {Z} _{3}\rtimes D_{4}}                                                                      | {\displaystyle \mathbb {Z} _{6}\times \mathbb {Z} _{2},} {\displaystyle Q_{12},} {\displaystyle D_{3},} {\displaystyle 3\cdot D_{4},} {\displaystyle 3\cdot \mathbb {Z} _{6},} {\displaystyle 2\cdot D_{3},} {\displaystyle 3\cdot \mathbb {Z} _{4},} {\displaystyle 4\cdot D_{2},} {\displaystyle \mathbb {Z} _{3},} {\displaystyle 9\cdot \mathbb {Z} _{2}}      | nichtabelsch |             |
| 24      | {\displaystyle D_{4}\times \mathbb {Z} _{3}} | {\displaystyle \mathbb {Z} _{12},} {\displaystyle 2\cdot \mathbb {Z} _{6}\times \mathbb {Z} _{2},} {\displaystyle D_{4},} {\displaystyle 5\cdot \mathbb {Z} _{6},} {\displaystyle \mathbb {Z} _{4},} {\displaystyle 2\cdot D_{2},} {\displaystyle \mathbb {Z} _{3},} {\displaystyle 5\cdot \mathbb {Z} _{2}}                                                       | nichtabelsch |             |
| 24      | {\displaystyle Q_{8}\times \mathbb {Z} _{3}} | {\displaystyle 3\cdot \mathbb {Z} _{12},} {\displaystyle Q_{8},} {\displaystyle \mathbb {Z} _{6},} {\displaystyle 3\cdot \mathbb {Z} _{4},} {\displaystyle \mathbb {Z} _{3},} {\displaystyle \mathbb {Z} _{2}} | nichtabelsch |             |
| 24      | {\displaystyle S_{4}} | {\displaystyle A_{4},} {\displaystyle 3\cdot D_{4},} {\displaystyle 4\cdot D_{3},} {\displaystyle 3\cdot \mathbb {Z} _{4},} {\displaystyle 4\cdot D_{2},} {\displaystyle 4\cdot \mathbb {Z} _{3},} {\displaystyle 9\cdot \mathbb {Z} _{2}} | nichtabelsch |             |
| 24      | {\displaystyle A_{4}\times \mathbb {Z} _{2}} | {\displaystyle A_{4},} {\displaystyle \mathbb {Z} _{2}^{3},} {\displaystyle 4\cdot \mathbb {Z} _{6},} {\displaystyle 7\cdot D_{2},} {\displaystyle 4\cdot \mathbb {Z} _{3},} {\displaystyle 7\cdot \mathbb {Z} _{2}} | nichtabelsch |             |
| 24      | {\displaystyle D_{6}\times \mathbb {Z} _{2}} | {\displaystyle \mathbb {Z} _{6}\times \mathbb {Z} _{2},} {\displaystyle 6\cdot D_{6},} {\displaystyle 3\cdot \mathbb {Z} _{2}^{3},} {\displaystyle 3\cdot \mathbb {Z} _{6},} {\displaystyle 4\cdot D_{3},} {\displaystyle 19\cdot D_{2},} {\displaystyle \mathbb {Z} _{3},} {\displaystyle 15\cdot \mathbb {Z} _{2}}                                               | nichtabelsch |             |

## Einfache Struktursätze
Die folgenden Aussagen sind sehr elementare Struktursätze, deren Auswirkung sich deutlich in obiger Liste widerspiegelt.
- Ist {\displaystyle p} eine Primzahl, so ist jede Gruppe der Ordnung {\displaystyle p} isomorph zur zyklischen Gruppe {\displaystyle \mathbb {Z} _{p}}.[2]

- Ist {\displaystyle p} eine Primzahl, so ist jede Gruppe der Ordnung {\displaystyle p^{2}} abelsch,[3] genauer isomorph zur zyklischen Gruppe {\displaystyle \mathbb {Z} _{p^{2}}} oder zum direkten Produkt {\displaystyle \mathbb {Z} _{p}\times \mathbb {Z} _{p}}.[4]

- Ist {\displaystyle p} eine Primzahl, so ist jede Gruppe der Ordnung {\displaystyle 2p} isomorph zur zyklischen Gruppe {\displaystyle \mathbb {Z} _{2p}} oder zur Diedergruppe {\displaystyle D_{p}}.[5]

- Sind {\displaystyle p} und {\displaystyle q} Primzahlen mit {\displaystyle q<p} und ist {\displaystyle q} kein Teiler von {\displaystyle p-1}, dann ist jede Gruppe der Ordnung {\displaystyle pq} isomorph zur zyklischen Gruppe {\displaystyle \mathbb {Z} _{pq}}.[6]

## „The SmallGroups Library“
Das Computeralgebrasystem GAP enthält die Programmbibliothek SmallGroups Library, die eine Beschreibung von Gruppen kleiner Ordnung enthält. Diese sind alle bis auf Isomorphie aufgelistet. Momentan (GAP Version 4.8.8) enthält die Bibliothek Gruppen folgender Ordnung:
- alle der Ordnung bis {\displaystyle 2000}, außer den {\displaystyle 49.487.365.422} Gruppen der Ordnung {\displaystyle 1024} (bleiben {\displaystyle 423.164.062} Gruppen);
- alle Gruppen, deren Ordnung {\displaystyle n} für keine Primzahl {\displaystyle p} von {\displaystyle p^{3}} geteilt wird, für {\displaystyle n\leq 50.000} ({\displaystyle 395.703} Gruppen);
- alle der Ordnung {\displaystyle p^{7}}, wobei {\displaystyle p} eine der Primzahlen {\displaystyle 3,5,7} oder {\displaystyle 11} ist ({\displaystyle 907.489} Gruppen);
- alle der Ordnung {\displaystyle p^{n}} mit einer beliebigen Primzahl {\displaystyle p} und {\displaystyle n\leq 6};
- alle der Ordnung {\displaystyle q^{n}p} mit {\displaystyle q^{n}} teilt {\displaystyle 2^{8},3^{6},5^{5}} oder {\displaystyle 7^{4}} und {\displaystyle p} ist eine beliebige von {\displaystyle q} verschiedene Primzahl;
- alle Gruppen, deren Ordnung {\displaystyle n} für keine Primzahl {\displaystyle p} von {\displaystyle p^{2}} geteilt wird (d. h. {\displaystyle n} ist quadratfrei);
- alle Gruppen, deren Ordnung {\displaystyle n} in höchstens drei Primzahlen zerlegbar ist.

Diese Bibliothek wurde von Hans Ulrich Besche, Bettina Eick und Eamonn O’Brien erstellt.